# Rhinoliparus kulczynskii
Espèce
Synonymes
- Argyrodes argenteolus Kulczyński, 1911 nec O. Pickard-Cambridge, 1894
- Argyrodina kulczynskii Roewer, 1942

Rhinoliparus kulczynskii est une espèce d'araignées aranéomorphes de la famille des Theridiidae.

## Distribution
Cette espèce se rencontre en Papouasie-Nouvelle-Guinée, en Indonésie, en Malaisie, au Cambodge et au Laos.

## Description
La carapace de la femelle holotype mesure 1,0 mm de long sur 0,65 mm et l'abdomen 1,15 mm de long sur 0,95 mm.
Le mâle décrit par Vanuytven, Jocqué et Deeleman-Reinhold en 2024 mesure 2,25 mm et la femelle 2,10 mm, les mâles mesurent de 2,10 à 3,30 mm et les femelles de 2,10 à 3,20 mm.

## Systématique et taxinomie
Argyrodes argenteolus Kulczyński, 1911, préoccupée par Argyrodes argenteolus O. Pickard-Cambridge, 1894, a été remplacée par Argyrodina kulczynskii par Roewer en 1942. Elle est placée dans le genre Argyrodes par Levi et Levi en 1962 puis dans le genre Rhinoliparus par Vanuytven, Jocqué et Deeleman-Reinhold en 2024.

## Étymologie
Cette espèce est nommée en l'honneur de Władysław Kulczyński. 

## Publications originales
- Roewer, 1942 : Katalog der Araneae von 1758 bis 1940. Bremen, vol. 1, p. 1-1040.
- Kulczyński, 1911 : « Spinnen aus Nord-Neu-Guinea. » Nova Guinea, Résultats de l'expédition Scientifique néerlandaise a la Nouvelle-Guinée en 1903 sous les auspices d'Arthur Wichmann. vol. 5, Zoologie, no 4, p. 423-518.